# Wild Wild Life
Wild Wild Life è un singolo del gruppo rock/new wave statunitense Talking Heads, pubblicato nel 1986 ed estratto dall'album True Stories.
Il brano è stato scritto da David Byrne.

## Tracce
- 7"

1. Wild Wild Life – 3:39
2. People Like Us (Movie Version) – 4:23

- 12"

1. Wild Wild Life (Extended Mix) – 5:30
2. Wild Wild Life – 3:39
3. People Like Us (Movie Version) – 4:23

## Video
Il videoclip della canzone include alcune scene del film True Stories con contenuti addizionali. Esso è stato premiato nell'ambito degli MTV Video Music Awards 1987 nella categoria "Best Group Video".

## Nella cultura di massa
Il gruppo musicale Wailing Souls realizzò una cover della canzone per il film Disney Cool Runnings - quattro sottozero.
La canzone fu utilizzata come sottofondo nei trailer dei film Koda, fratello orso, La gang del bosco, e Zookeeper e fa anche parte della colonna sonora del film Boog & Elliot - A caccia di amici, del già menzionato True Stories ma anche del flop La grande passione.